# Robert L. Johnson

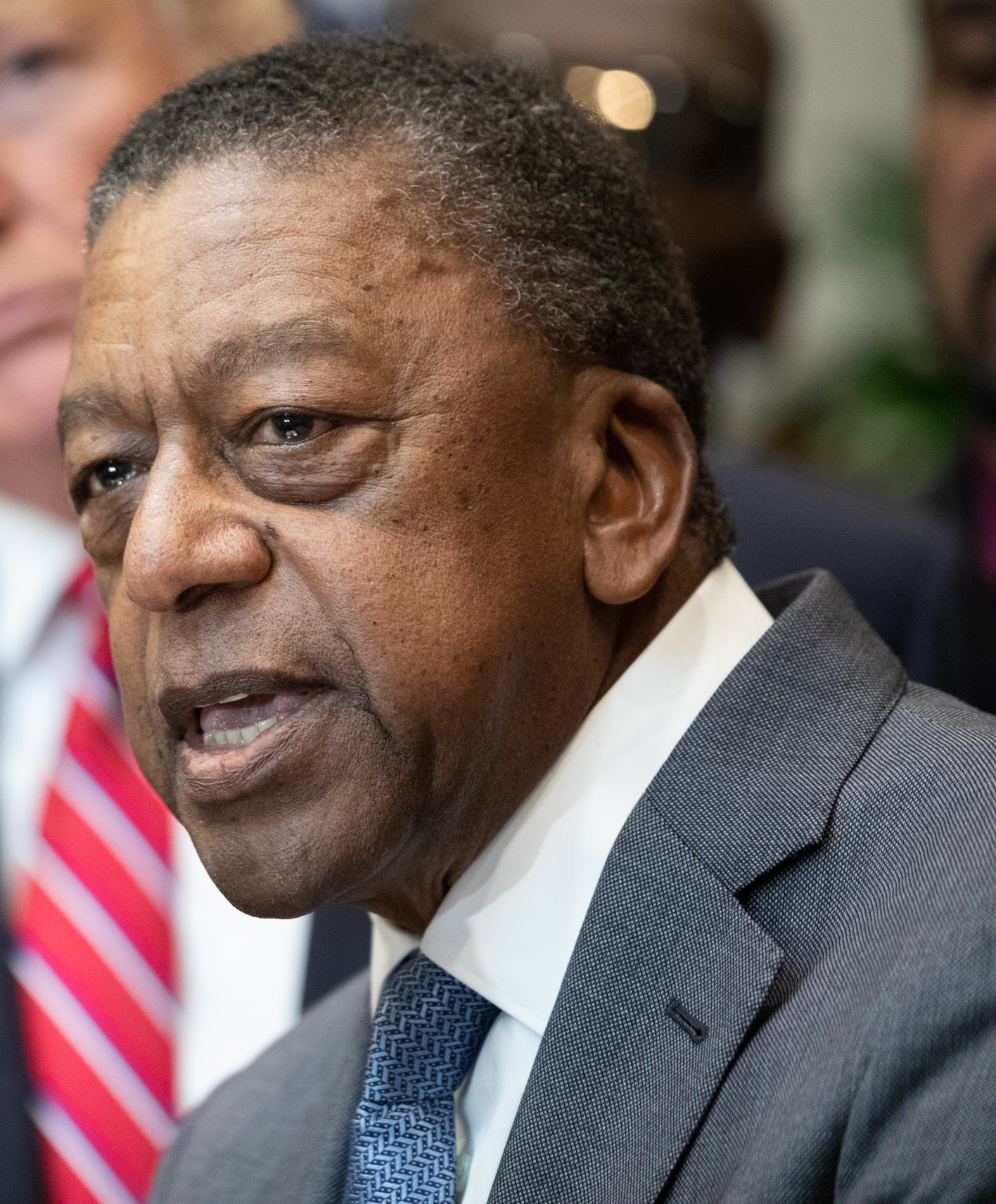
Robert L. Johnson (2018)

Robert L. „Bob“ Johnson (* 8. April 1946 in Hickory, Mississippi) ist ein US-amerikanischer Unternehmer, Medienmagnat, Manager, Philanthrop und Investor. Er ist der Mitgründer und ehemaliger Vorsitzender sowie CEO des Fernsehsenders Black Entertainment Television (BET), der 2001 von Viacom erworben wurde. Er ist der erste afroamerikanische Milliardär und der erste Schwarze, der in die Forbes-Liste der reichsten Menschen eingetragen wurde.

## Kindheit und Privatleben
Johnson verbrachte beinahe seine gesamte Kindheit in Freeport, Illinois. Er ist das neunte von zehn Kindern des Ehepaares Archie und Edna Johnson. 1964 besuchte Johnson die Freeport High School und studierte anschließend  Geschichte an der University of Illinois; dort beendete er sein Studium 1968 mit dem Bachelor. Während seiner Universitätszeit war er Mitglied der Fraternity Kappa Alpha Psi. 1972 erwarb er den Master an der Woodrow Wilson School of Public and International Affairs der Princeton University. Von 1969 bis 2002 war er mit Sheila Johnson verheiratet und bekam mit ihr 1986 eine Tochter und 1990 einen Sohn.

## Karriere
Nach seinem Abschluss in Princeton fand Johnson einen Job in Washington, D.C., welcher ihn in die Fernsehbranche einführte. Er war Direktor für öffentliche Angelegenheiten bei der Corporation for Public Broadcasting. In der Zeit bei CPB erfuhr er von der Kraft und dem ungenutzten Potenzial des Fernsehens. Etwa zur gleichen Zeit arbeitete er auch als Kommunikationsdirektor für das DC-Büro der National Urban League in Washington. Außerdem arbeitete Johnson als Pressesprecher für den Kongressabgeordneten Walter E. Fauntroy. Später wurde er Vizepräsident für Regierungsbeziehungen bei der National Cable and Television Association. 1980 startete Johnson den Fernsehsender Black Entertainment Television, welcher 1983 zu einem vollwertigen Sender wurde.
1980 gründete er gemeinsam mit seiner Frau das Entertainment-Netzwerk BET. 1991 wurde das erste BET-Unternehmen an der New Yorker Börse notiert. 2002 übernahm die Firma Johnson Private alle seine öffentlich gehandelten Aktien. 2003 kaufte Viacom  BET für 3.000.000.000 US-Dollar. Johnsons Beteiligung machte einen Wert von über einer Milliarde Dollar aus, was ihn zum reichsten Schwarzen in den Vereinigten Staaten machte. Er war sechs Jahre CEO und Vorstandsvorsitzender der Firma. 2005 gab er beide Ämter ab.
Im Herbst 2006 gründete Johnson das Filmstudio Our Stories Films. Sein Partner ist Harvey Weinstein. Außerdem ist Johnson Vorsitzender und Gründer von RLJ Companies und ehemaliger Mehrheitseigentümer der Charlotte Bobcats, eines Basketball-Teams der Profiliga NBA.